# 埃皮拉
埃皮拉，是西班牙阿拉贡自治区萨拉戈萨省的一个市镇。 总面积194平方公里，总人口4087人（2001年），人口密度21人/平方公里。